# Mellicta parvahispanica
Mellicta parvahispanica är en fjärilsart som beskrevs av Ruggero Verity 1940. Mellicta parvahispanica ingår i släktet Mellicta och familjen praktfjärilar. Inga underarter finns listade i Catalogue of Life.